# Märchenoper

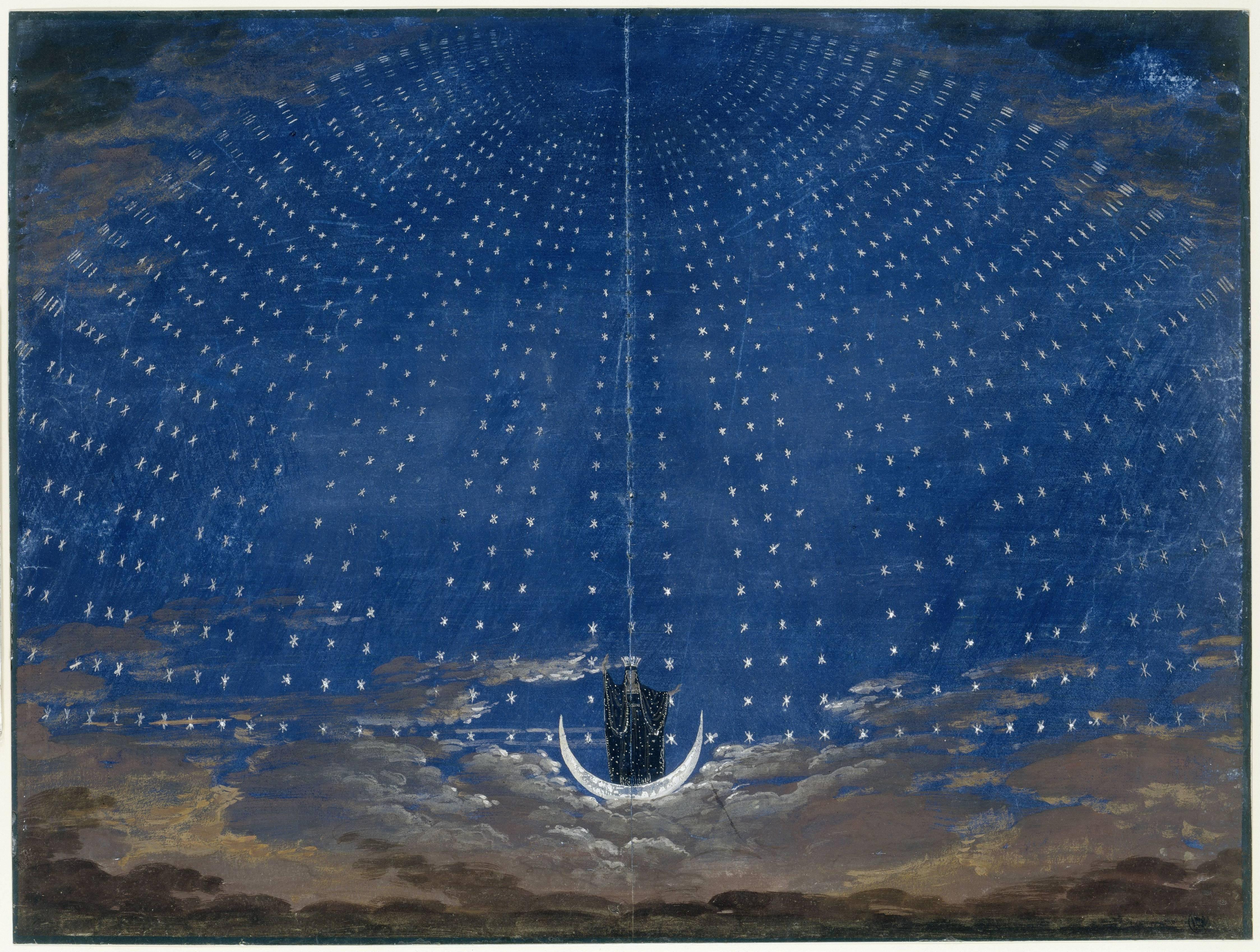
Karl Friedrich Schinkel: Bühnenbild zu Mozarts Zauberflöte

Als Märchenoper wird eine Oper bezeichnet, deren Libretto deutliche Züge eines Märchens aufweist.

## Geschichte
Der Ursprung der Märchenoper liegt in der Wiener Klassik: Die Zauberflöte von Emanuel Schikaneder und Wolfgang Amadeus Mozart stellte für viele deutsche Romantiker ein Vorbild dar. Zu den Kernthemen der Märchenopern gehören die romantischen Motive Natur, Sehnsucht und Erlösung. Musikalisch blieb die Märchenoper lange der Klassik verpflichtet. Sie hielt sich an die Form der Nummernoper und verwendete in Chören und Arien oftmals volksliedhafte Melodien. Die zweite Hälfte des 19. Jahrhunderts war stark von Richard Wagner und seinen Idealen des Musikdramas geprägt.

## Beispiele
Die Libretti vieler Märchenopern basieren auf Volkssagen oder -märchen. Beispiele hierfür sind:
- Rübezahl, 1804, Libretto von J. G. Rohde auf der Basis eines berühmten Volksmärchens, Musik von Carl Maria von Weber
- Der Freischütz, 1821, Libretto von Johann Friedrich Kind auf der Basis einer volkstümlichen Schauergeschichte, Musik von Carl Maria von Weber
- Hans Heiling, 1833, Libretto von Eduard Devrient nach einer Volkssage, Musik von Heinrich Marschner
- Der fliegende Holländer, 1842, Libretto und Musik von Richard Wagner nach einer Volkssage
- Die sieben Raben, 1868, Libretto nach einem Volksmärchen, Musik von Joseph Gabriel Rheinberger
- Hänsel und Gretel, 1893, Libretto von Adelheid Wette nach einem Volksmärchen, Musik von Engelbert Humperdinck

Andere Märchenopern sind Adaptationen von Kunstmärchen oder wurden für die Oper erst geschaffen. Beispiele hierfür sind:
- Die Zauberflöte, 1791, Libretto von Emmanuel Schikaneder, Musik von Wolfgang Amadeus Mozart
- Alruna, die Eulenkönigin, 1808, Musik von Louis Spohr
- Undine, 1816, Libretto von Friedrich de la Motte-Fouqué, Musik von E. T. A. Hoffmann
- Der Vampyr, 1828, Libretto von W. A. Wohlbrück nach dem Roman von John Polidori, Musik von Heinrich Marschner
- Die Feen, 1834, Musik und Libretto von Richard Wagner
- Undine, 1845, Libretto und Musik von Albert Lortzing auf der Basis von Fouqués Libretto
- Königskinder, 1897, Libretto von Elsa Bernstein-Porges, Musik von Engelbert Humperdinck
- Die Frau ohne Schatten, 1919, Libretto von Hugo von Hofmannsthal, Musik von Richard Strauss